# Edealina
Edealina este un oraș în Goiás (GO), Brazilia.